# Арадео
Арадѐо (на италиански: Aradeo) е град и община в Южна Италия, провинция Лече, регион Пулия. Разположен е на 76 m надморска височина. Населението на общината е 9755 души (към 2011 г.).